# Puszka Pandory (film 2008)
Puszka Pandory (tur. Pandora'nın Kutusu) – turecko-francusko-belgijsko-niemiecki dramat obyczajowy z 2008 roku w reżyserii Yeşim Ustaoğlu.
Premiera filmu miała miejsce niemal równolegle na MFF w Toronto oraz na MFF w San Sebastián, gdzie obraz zdobył główną nagrodę, czyli Złotą Muszlę, oraz Srebrną Muszlę za najlepszą rolę żeńską dla Tsilli Chelton.

## Fabuła
Pogarszający się stan seniorki rodu sprawia, że jej troje dorosłych, skonfliktowanych ze sobą dzieci wraca ze Stambułu do rodzinnego miasta i musi nagle współdziałać. Jednakże uparta staruszka niechętnie spędza czas w towarzystwie swoich użerających się dwóch córek i syna. Kiedy kobieta po raz pierwszy spotyka swojego nastoletniego zbuntowanego wnuka, nawiązuje się między nimi głęboka więź.

## Obsada
- Tsilla Chelton – Nusret
- Derya Alabora – Nesrin
- Övül Avkıran – Guzin
- Onur Ünsal – Murat
- Osman Sonant – Mehmet
- Tayfun Bademsoy – Faruk
- Nazmi Kırık – Hırsız[4]

## Produkcja
Zdjęcia kręcono w Stambule.